# Rubén Plaza
Rubén Plaza Molina, född 29 februari 1980 i Ibi, Alicante, är en spansk professionell tävlingscyklist som tävlar för Orica-GreenEDGE.
Under Vuelta a España 2005 vann Plaza en etapp och slutade på femte plats i sammandraget, 7 minuter efter segraren Denis Mensjov. Under Tour de France 2015 vann han den femtonde etappen före Peter Sagan, efter en sen attack. Senare under året vann han en etapp 20 av Vuelta a España.
Plaza är även tvåfaldig spansk mästare på landsväg, 2003 och 2009.

## Stall
- iBanesto.com 2001–2003
- Comunidad Valenciana-Kelme 2004–2006
- Caisse d'Epargne 2007
- Benfica 2008
- Liberty Seguros 2009
- Caisse d'Epargne 2010
- Movistar Team 2011–2014
- Lampre-Merida 2015
- Orica-GreenEDGE 2016–